# GypsyCrusader
Paul Nicholas Miller (New York, 1988. augusztus 11. –), ismertebb online álnevén GypsyCrusader, amerikai szélsőjobboldali politikai kommentátor, streamer, fehér fajgyűlölő, volt thai boksz harcos és elítélt bűnöző. Legismertebb a különböző médiaszolgáltatásokon közzétett livestreamjeiről, amelyekben különböző karakterek, többek között Joker, Riddler, Mario és mások cosplay-jét játssza, miközben az Omegle-en keresztül politikai meggyőződéseit mondja el idegeneknek. Ismert arról, hogy a faji háborút támogatja, valamint a fehér felsőbbrendűséget és a neonácizmust hirdeti, több alt-right és szélsőjobboldali szervezettel is kapcsolatba hozták, köztük a Proud Boys és a Boogaloo mozgalommal.

## Élete
Paul Nicholas Miller 1988. augusztus 11-én született New Yorkban. Édesapja roma származású, édesanyja mexikói.

## Harcos karrier
Miller 2008-ban, 20 éves korában kezdett thai boksz edzéseket tartani. 2008-ban, mindössze 3 hónapos edzés után megvívta első amatőr mérkőzését. 2008-ban a 9 Weapons Muay Thai, majd később a The Institute edzője volt. 2008-ban a World Kickboxing Association regionális könnyűsúlyú bajnoka és amerikai nemzeti bajnoka lett. 2008-ban a World Kickboxing Association regionális könnyűsúlyú bajnoka lett. 2008-ban egy autóbalesetet szenvedett, ami miatt nem tudott részt venni profi mérkőzéseken. 2008-ban a 9 Weapons Muay Thai, majd a The Institute edzője lett. Ezután edző és tréner lett, többek között az Institute számára.

## Nézettség és online aktivitás
Miller "radikális konzervatívként" azonosítja magát, és nyíltan alt-right politikai nézeteiről ismert. Bár maga is mexikói és roma származású, gyakran kifejezi gyűlöletét a faji kisebbségek iránt, és erősen ellenzi a bevándorlást. Miller emellett "faji háborúra" szólít fel, és összeesküvés-elméleteket vall, és támogatja a "Kötél napját", egy fehér fajfölényes szlogent, amely William Luther Pierce The Turner Diaries című könyvére utal. A regényben a fehér felsőbbrendűség hívei átveszik az irányítást Kalifornia felett, és tömeges lincselésbe kezdenek mindenki ellen, akit "fajárulónak" tartanak; ezek közé tartoznak az újságírók, a politikusok és a vegyes fajú kapcsolatban élő fehérek. Azt a napot, amelyen ezeket a gyilkosságokat elkövetik, a regényben a "kötélverés napjaként" emlegetik. Sok fehér fajgyűlölő és neonáci, köztük Miller is, úgy véli, hogy a "Kötél Napja" egy napon valósággá válik.

### Kisebbségek
Miller gyakran mutat szélsőséges gyűlöletet a zsidókkal szemben, és gyakran tagadta a holokausztot. Kifejezte azt a vágyát, hogy "elgázosítaná őket", és azt állítja, hogy "hadsereget épít" az interneten azzal a szándékkal, hogy véghezvigye erőszakos elképzeléseit. Több, általa online közzétett videón látható, amint náci zászlók mellett pózol, és horogkeresztekkel hadonászó páncélt visel.
A nyíltan fehér fajgyűlölő Miller a feketék iránti gyűlöletéről is ismert. Mivel úgy véli, hogy őket "vissza kellene küldeni Afrikába", fehér nacionalistaként írják le. Használta a "csak a fehér életek számítanak" kifejezést is, és több különböző tüntetésen több Black Lives Matter tüntetővel is szembeszállt.

### George Floyd elleni tiltakozás
2020-ban Miller kijelentette, hogy senkinek sincs joga tiltakozni George Floyd meggyilkolása ellen. 2020-ban egy nő, akiről azt hitték, hogy Miller édesanyja, szintén kiállt a boltja tornácára, és azt kiabálta: "No Black Lives Matter, All Lives Matter." A Boogaloo mozgalomhoz is kötődött, és állítólag egy 2020. május 31-i tüntetésen Boogaloo-maszkot viselt.
Miller részt vett egy Trump-gyűlésen, és azt mondta egy fekete nőnek, akin egy "Black Lives Matter" feliratú tábla volt, hogy "csak a fehér életek számítanak" és "Heil Hitler", mielőtt egy másik fekete nőt "csimpánznak" nevezett. Még aznap Miller elhajtott egy Fekete életek számítanak gyűlés mellett a New Jersey állambeli East Brunswickban, és többször is azt kiabálta a tüntetőknek, hogy "a niggerek élete nem számít". Miller kijelentette, hogy már nem Trump támogatója.
2021-ben Miller és egy ismeretlen férfi rögzítette, ahogyan megfenyeget egy fekete férfit. Miller azt mondta a férfinak, hogy "húzzon innen a picsába", és azt mondta, hogy ő és a barátja "szétrúgják a seggét". Emellett többször is "niggernek" nevezte a férfit, és azt mondta neki, hogy "rossz környéken" van.

### Online tevékenység
Miller jól ismert online jelenlétéről. Gyakran öltözik be különböző karaktereknek, és beszélget idegenekkel az Omegle online csevegőoldalon, ahol politikai nézeteiről beszélget, azzal a szándékkal, hogy megzavarja vagy feldühítse azt, akivel beszélget, hogy sokkolja a nézeteket. A DLive, Twitch, bitwave.tv, és a BitChute platformok segítségével streamelt tartalmakat, és újra feltöltötte a BitChute-ra. Aktív volt a Telegramon is, ahol több mint 40 000 követője van.
A legtöbb közösségi médiaplatformról kitiltották, beleértve az Instagramot, a Twittert, a YouTube-ot, a Twitchet, a DLive-ot és a Facebookot.
Rasszista megjegyzései és helytelen online viselkedése miatt jellemezték, valamint arról is ismert, hogy kapcsolatban állt fehér fajgyűlölő társaival és internetes személyiségekkel, Tor Brookesszal (ismertebb online CatboyKami néven) és Brandon Martinezzel, bár később összeveszett Brookesszal.

## Jogi kérdések

### Testi sértés és kábítószer-birtoklás vádja
2006-ban, 18 évesen Millert súlyos testi sértéssel vádolták meg. Nem vallotta magát bűnösnek, és nem ítélték börtönbüntetésre.
2007-ben Millert letartóztatták és megvádolták kábítószer birtoklásával és eladási szándékkal. Letöltött 180 nap börtönt és 4 év próbaidőt.

### Fegyvertartási vád
2018. január 17-én Miller ellen vádat emeltek illegális fegyvertartás miatt. A vád ellen 2021. február 25-én emeltek vádat, és a vád miatt később, 2021-ben rajtaütés is történt.

### Antifaincidens és következményei
2018. október 12-én Miller összetűzésbe keveredett antifatüntetőkkel. 2018. október 12-én Miller állítása szerint azért próbált részt venni a Proud Boys alapítója, Gavin McInnes beszédén, hogy tudósítson róla. 2018. október 12-én a New York-i Metropolitan Republican Club előtt történt az incidens. 2018. október 12-én Miller arról is beszámolt, hogy az összetűzés során ellopták a hátizsákját. A rendőrség még mindig keresi azt a személyt, aki ellopta Miller hátizsákját. Miller később a veszekedésre utalva kijelentette, hogy "megpróbáltak megölni", és a támadókat "terroristáknak" nevezte. A 20 éves Finbarr Slonimot, a 20 éves Kai Russót és a 35 éves Caleb Perkinst letartóztatták és vádat emeltek ellenük a támadással kapcsolatban. A támadással kapcsolatban letartóztatták és vádat emeltek ellene.
Az incidenst követően Miller azt állította, hogy "felébredt". Állítólag az őt ért támadást követően gyakran doksizták és halálos fenyegetésekkel bombázták azok az emberek, akik állítása szerint az antifához kötődnek. Azt is állította, hogy az antifához kötődő személyek megfenyegették, hogy felgyújtják a szülei házát. Története gyorsan teret nyert az interneten, és Miller azt állítja, hogy emiatt elveszítette a munkáját és költözni kényszerült. Jelenleg Floridában él.

### 2020-as FBI látogatás
2020. május 21-én FBI-ügynökök jelentek meg Miller szüleinek otthonában, és megpróbálták elérni őt. 2020. május 21-én kiderült, hogy az interneten tett tiltakozásellenes kijelentései és a nyílt viselésű gyűlésre tett javaslata miatt küldték utána. Miután úgy ítélték meg, hogy nem jelent fenyegetést, nem tettek további lépéseket.

### Az Atomwaffen Division zaklatása
2021-ben Miller az Atomwaffen Division nevű neonáci szervezet egyik tagjának célkeresztjébe került. Állítólag Miller azért került célkeresztbe, mert "rossz hírét keltette" a neonáciknak és a fehér felsőbbrendűség híveinek. A támadó videókat rögzített, amelyeken megfenyegette Millert, és amelyek állítólag Miller floridai otthona előtt készültek. Emellett következetesen ételt rendelt, és Miller otthonába szállíttatta, valamint DDoS-oltotta Millert, hogy ne tudjon streamelni. Több taxit is küldtek Miller címére, hogy felvegyék őt.
Január 30-án a rendőrség számos hívást kapott egy gyanúsítottal kapcsolatban, aki állítólag betört Miller otthonába, bár a helyszínre érve nem tudták megtalálni a gyanúsítottat. A helyszínről távozva folyamatosan hívták őket az állítólagos rablással kapcsolatban. Miller később úgy döntött, hogy "egy kis időre" elhagyja a komplexumát abban a reményben, hogy a helyzet lecsillapodjon, és hogy megvédje a szomszédait.

### 2021-es FBI-rajtaütés és lőfegyverrel kapcsolatos vádak
2021. március 2-án Millert három különböző vádpontban tartóztatták le. A jelentések szerint Miller Fort Lauderdale-i otthonában tartott razzia során villanófegyverek robbantak fel, amelyre hajnali 5 óra körül került sor. A letartóztatás egy 2018. január 17-én történt incidensből eredt, amelyben Miller illegálisan tartott fegyvert. 2021. február 25-én vádat emeltek ellene a 2018. januári vádakkal kapcsolatban. Ha elítélik, akár 30 év börtönbüntetésre is számíthat. Első meghallgatására március 3-án került sor. A meghallgatáson bocsánatkérést ajánlott fel, mondván: "Nagyon sajnálom mindezt. Tényleg nagyon sajnálom". Azt is elmondta a bírónak, hogy van elég pénze ahhoz, hogy saját ügyvédet fogadjon, és állítólag felvette a kapcsolatot Mark O'Marával, azzal az ügyvéddel, aki George Zimmermannek dolgozott. Később felfogadta Norman Kent szólásszabadság-aktivistát és ügyvédet. Március 10-én, az óvadéki tárgyaláson nem engedték óvadék ellenében szabadlábra helyezni, és a tárgyalás ideje alatt börtönben kellett maradnia. 2021. június 22-én Miller bűnösnek vallotta magát egy-egy lőfegyver birtoklásának, lőszer birtoklásának és be nem jegyzett lőfegyver birtoklásának vádjában. 2021. szeptember 28-án Millert 41 hónap börtönbüntetésre ítélték, amelyet három év felügyelt szabadlábra helyezés követett. 2021 novemberében Miller az USP Atlanta börtönében volt bebörtönözve. 2021. november 17-én átszállították az FCI Petersburg Mediumba. November 20-án ismét átszállították az FDC Philadelphiába. 2021 decemberétől az FCI Fort Dixben tartják fogva.

## Fordítás
Ez a szócikk részben vagy egészben  a   GypsyCrusader című angol Wikipédia-szócikk fordításán alapul.  Az eredeti cikk szerkesztőit annak laptörténete sorolja fel. Ez a jelzés csupán a megfogalmazás eredetét és a szerzői jogokat jelzi, nem szolgál a cikkben szereplő információk forrásmegjelöléseként.